# 伊納阿圖拉汗
伊納阿圖拉汗，(波斯語：‎，羅馬化：ʿInāyatu-llāh-šāh，1888年10月20日—1946年8月12日)，阿富汗國王，他是哈比布拉汗的兒子。他在阿曼諾拉汗流亡後曾出任國王3天後退位(1929年1月14日-17日)。
1929年1月14日深夜，阿曼諾拉汗將王權移交伊納阿圖拉，並試圖從喀布爾秘密逃脫到坎大哈。塔吉克族土匪哈比布拉·卡拉卡尼和他的追隨者在馬背上追趕阿曼諾拉的勞斯萊斯，但阿曼諾拉設法逃脫了。
阿曼諾拉離開後，卡拉卡尼給伊納阿圖拉國王寫了一封信，要求他投降或為戰爭做準備。伊納阿圖拉的回應是，他從未謀求王位也不想成為國王，並同意於1929年1月18日退位並宣布卡拉卡尼為國王。他被皇家空軍空運出喀布爾，餘生也在流亡。 1929年8月，在1928-29年的阿富汗內戰期間，喀布爾有謠言說，印有伊納亞圖拉名字的盧比在反卡拉卡尼部隊中流傳。這使一些人認為伊納阿圖拉已經開始王位的競爭。但是一切都沒有發生，他仍留在英屬印度，在1946年於德黑蘭去世。